# 任天堂明星大亂鬥DX
《任天堂明星大亂鬥DX》是由HAL研究所開發，由任天堂於2001年在任天堂GameCube平台上推出的對戰型格鬥遊戲，為大亂鬥系列第二作，是GameCube遊戲機上最暢銷的作品。
本作相比前作《任天堂明星大亂鬥》，畫面質素大大提高，並加入不少新角色與新元素。如冒險模式（Adventure）、事件戰（Classic）、 全壘打王模式（Home-run Contest）；戰鬥方式有金幣模式（Smash Coin）、計命模式（Stock）。

## 登場角色
《任天堂明星大亂鬥DX》登場角色共有26位，除了包含前作全部12位可玩角色之外，還添加了其他來自任天堂電子遊戲系列的14位可玩角色，例如Mr. Game & Watch、翻越冰山者和聖火降魔錄系列，其中聖火降魔錄系列當時未在日本以外正式發行，在西方世界的發行版本上亦未刪除這些角色，遊戲新加入系列首作《暗黑龍與光之劍》的主角馬爾斯和開發中系列作《封印之劍》的主角罗伊（羅伊於此遊戲首次登場）。
| 非隐藏角色    | 非隐藏角色       | 非隐藏角色   | 非隐藏角色      | 非隐藏角色 |
| 译名          | 译名             | 系列         | 配音声优        | 取得方式 |
| 中文          | 英文             | 系列         | 配音声优        | 取得方式 |
| ------------- | ---------------- | ------------ | --------------- | --- |
| 马里奥        | Mario            | 超级马里奥   | 查爾斯·馬爾蒂內 | 最初可选角色 |
| 咚奇剛        | Donkey Kong      | 大金刚       | 音效            | 最初可选角色 |
| 林克          | Link             | 薩爾達傳說   | 檜山修之        | 最初可选角色 |
| 萨姆斯·亞蘭   | Samus Aran       | 銀河戰士     | 音效            | 最初可选角色 |
| 火狐·麦克劳德 | Fox McCloud      | 星際火狐     | 里内信夫        | 最初可选角色 |
| 耀西          | Yoshi            | 耀西岛       | 戶高一生        | 最初可选角色 |
| 卡比          | Kirby            | 星之卡比     | 大本真基子      | 最初可选角色 |
| 皮卡丘        | Pikachu          | 寶可夢       | 大谷育江        | 最初可选角色 |
| 飞隼队长      | Captain Falcon   | F-Zero       | 堀川亮          | 最初可选角色 |
| 奈斯          | Ness             | 地球冒險     | 大本真基子      | 最初可选角色 |
| 库巴          | Bowser           | 超级马里奥   | 音效            | 最初可选角色 |
| 翻越冰山者    | Ice Climbers     | 敲冰塊       | 小林沙苗        | 最初可选角色 |
| 碧姬公主      | Princess Peach   | 超级马里奥   | 珍·泰勒         | 最初可选角色 |
| 萨尔达公主    | Princess Zelda   | 薩爾達傳說   | 水澤潤          | 最初可选角色 |
| 希克          | Sheik            | 薩爾達傳說   | 水澤潤          | 最初可选角色 |
| 隐藏角色      |                  |              |                 | |
| 胖丁          | Jigglypuff       | 寶可夢       | 金井美香        | 打完任意难度的经典模式 打50局大乱斗                                                                                 |
| 路易吉        | Luigi            | 超级马里奥   | 查爾斯·馬爾蒂內 | 在冒险模式的第一关以秒数为2时到达旗杆 打800局大乱斗                                                                 |
| 马里奥医生    | Dr.Mario         | 瑪利歐醫生   | 查爾斯·馬爾蒂內 | 使用马里奥完成任意难度的经典模式 打100局大乱斗                                                                      |
| 法爾科·蘭巴帝 | Falco Lombardi   | 星際火狐     | 江川央生        | 完成特别关卡“100-Man Melee” 打300局大乱斗                                                                           |
| 加儂多夫      | Ganondorf        | 薩爾達傳說   | 長嶝高士        | 完成事件模式第29关“Triforce Gathering” 打600局大乱斗                                                                |
| 馬爾斯        | Marth            | 聖火降魔錄   | 綠川光          | 使用所有最初可选名角色打过任意难度的经典模式 使用所有最初可选角色打乱斗模式，且保证每名角色至少胜一场 打400局大乱斗 |
| 超梦          | Mewtwo           | 寶可夢       | 市村正親        | 乱斗模式时间总计20小时 打700局大乱斗                                                                                |
| 不適用        | Mr. Game & Watch | Game & Watch | 音效            | 使用全24名角色完成打靶模式 打1000局大乱斗                                                                           |
| 皮丘          | Pichu            | 精靈寶可夢   | 興梠里美        | 完成事件模式第37关“Legendary Pokémon” 打200局大乱斗                                                                 |
| 罗伊          | Roy              | 聖火降魔錄   | 福山潤          | 使用馬爾斯完成任意难度的经典模式                                                                                    |
| 年幼林克      | Young Link       | 薩爾達傳說   | 瀧本富士子      | 使用任意10名角色（必包括林克、萨尔达公主）完成经典模式 打500局大乱斗                                                |

## 開發與行銷
《任天堂明星大亂鬥DX》與前作一樣由HAL研究所開發，櫻井政博繼續擔任總監，瑪利歐之父宮本茂繼續擔任聯合製片人。本作是在GameCube上發佈的首批遊戲之一，相對於前作在任天堂64平台，遊戲在圖形上加強了許多。遊戲的專案提案/初步設計檔於1999年7月5日完成。櫻井想製作一個開場全動態影像（FMV）序列，以向GameCube的首次亮相致敬。開場序列由HAL研究所與位於東京三家不同的圖形公司共同參與製作。在HAL研究所的官方網站上，開發人員發佈了螢幕截圖和資訊，突出並解釋了遊戲中對物理和細節的關注，並引用了其前作的變化。
遊戲開發工作從2000年秋天左右開始，開發時間共花了1年1個月，櫻井政博稱他在此期間的生活方式是“充滿破壞性的”，需要連續工作40小時，只睡眠4小時，而且因為工作太久沒有放假造成過勞，在開發途中昏倒被送入醫院。與實驗性的前作不同，櫻井在交付高品質的續集方面感到了巨大的壓力，聲稱“這是我迄今為止領導過最大的專案”。儘管開發週期太短而壓力很大，但在2010年的一次採訪中，櫻井自豪地稱《大亂鬥DX》為「系列中最厲害的遊戲......玩起來感覺真的很好，即使與它的繼任者《任天堂明星大亂鬥X》相比也是如此」。
在遊戲的日本官方網站上，櫻井政博和開發者解釋了使用特定角色可玩的原因以及為什麼沒有添加某些角色。最初，開發團隊想用《地球冒險3》的主角「琉加」取代《地球冒險2》的主角「奈斯」，但考慮到遊戲已取消開發，於是保留了奈斯。與此同時，當時隸屬於科樂美擔任電腦娛樂日本部長，主導開發《合金裝備系列》的小島秀夫最初要求櫻井將主角固蛇加入遊戲裡；當時隸屬於世嘉擔任子公司Sonic Team領導人，主導開發《刺猬索尼克系列》的中裕司同樣要求櫻井將主角索尼克加入遊戲裡，不過由於遊戲開發已進入尾聲，因此沒有添加這兩個角色。這三位角色隨後相繼在續作《大亂鬥X》中參戰。
櫻井政博表示，開發團隊曾建議加入其他四款紅白機時代遊戲中角色代表，分別是《氣球大戰》（氣球很容易被吹破而令駕駛員失去動力）、《街頭小子》（角色可識別動作太少）、《轉轉樂園》（如何戰鬥?）和《越野機車》（必須要建造跳台），最終開發人員選擇了翻越冰山者。此外，最初來自Famicom偵探俱樂部系列的女主角橘步美建議加入成為可玩角色，但基於當時此系列在海外知名度不足，加上未在日本以外正式發行而廢棄，最終被降級作為獎盃的客串角色。開發人員亦注意到網站上具有動作非常相似的角色，這些角色在媒體中被稱為“複製人”（任天堂官方稱為“衍生鬥士”）。
任天堂在2001年6月電子娛樂展（E3）上展示了《大亂鬥DX》作為可玩演示。該遊戲的下一次重要展覽於2001年8月在任天堂自家展覽會Space World舉行，當時展示了一個可玩的演示，該演示是從E3展示的演示升級而來。任天堂為粉絲提供了一場可玩的遊戲錦標賽，其中GameCube和《大亂鬥DX》是獲勝者的獎品。在遊戲發佈之前，日本官方網站會包括每周更新，螢幕截圖和角色簡介。任天堂為了順應大亂鬥系列這一趨勢，櫻井政博製作了導入網站“速報大亂鬥拳!!”，每次他都會更新網站內容 。據日本遊戲雜誌Fami通報導稱，任天堂於2001年7月在日本電影院放映《神奇寶貝劇場版：雪拉比 穿梭時空的相遇》的間隙為該遊戲賣廣告。

## 音樂
《任天堂明星大亂鬥DX》包含來自任天堂電子遊戲系列的原始音源、重新錄製和重混的音樂。最初安藤浩和擔任遊戲的配樂，但於2001年2月14日由酒井省吾接替其崗位。本作最大的亮點是加入管弦樂團伴奏，2002年10月21日，Enterbrain在日本發行了一張名為《大亂鬥Smash Brother DX 交響盛宴》（大乱闘スマッシュブラザーズDX オーケストラコンサート，又譯作《任天堂明星大亂鬥DX 交響樂演奏會》）的原聲帶，同年11月20日作為2002年12月刊《Fami通 Cube + Advance》雜誌的贈送品。2003年發行了相同的原聲帶「Smashing...Live!」作為在北美訂閱任天堂力量（Nintendo Power）雜誌的贈送品，也是英國官方任天堂雜誌的贈送品。配樂不包括直接取自遊戲音樂，但包含許多由新日本愛樂交響樂團於2002年8月27日在東京文化會館舉行的現場音樂會演奏的管弦樂編曲，擔任主持的是總監櫻井政博和卡比與奈斯配音員大本真基子。本作包含許多可解鎖的曲目，可以在取得某些遊戲內成就後獲得。在官方網站上，開發人員發佈了櫻井和遊戲作曲家之間關於遊戲音樂和配樂的討論。

## 發行
《任天堂明星大亂鬥DX》於2001年11月21日在日本首次發行，同年12月3日在北美發行，2002年5月在歐洲和澳大利亞發行。本作一經發行就取得了強勁的銷售，其出色的視覺效果、簡單的操作、豐富的遊戲玩法和精心編排的配樂而贏得了讚譽，並獲得了各種出版刊物的多個獎項和認可。
本作售出超過700萬份，成為GameCube最暢銷的遊戲（GameCube總銷售了2,174萬台，即相當於每3位GameCube玩家就有1位購買了本作），被認為是有史以来最伟大的电子游戏之一。

《任天堂明星大亂鬥DX》美版封面，其下面「Best Seller」（暢銷版）圖示為2004年重新發行，代表是GameCube平台最暢銷的遊戲。

## 評價
《任天堂明星大亂鬥DX》獲得評論家的廣泛好評，其中大多數人認為本作是對前作的遊戲內容大幅度擴展。

## 影響

### 火焰之紋章系列打入海外市場
自從《任天堂明星大亂鬥DX》加入馬爾斯和罗伊後，火焰之紋章系列在日本以外的知名度有所提高，再加上《GBA大戰》（Advance Wars）的高銷量、口碑好以及戰略遊戲成功推廣的原因，導致系列下一作《烈火之劍》被西方本地化。該遊戲在西方市場命名為《Fire Emblem》，是羅伊起源的遊戲《封印之劍》的前傳。
迄今為止，除了《新·纹章之谜 ～光与影的英雄～》之外，所有火焰之紋章系列遊戲都已在海外發佈。

### 電子競技
有關任天堂明星大亂鬥的電子競技介紹，請參見英語主條目：任天堂明星大亂鬥系列電子競技
《任天堂明星大亂鬥DX》是一款廣泛在電子競技採用的遊戲，並已在幾場備受矚目的錦標賽中出現。許多玩家認為《大亂鬥DX》是大亂鬥系列中最具競爭力的遊戲。

## 外部連結
- 大亂鬥DX 官方主頁 （页面存档备份，存于）（日語）
  - http://www.nintendo.co.jp/n01/n64/software/nus_p_nalj/smash/flash/index.html （页面存档备份，存于）（日語）